# POP3
POP3 är version 3 av Post Office Protocol. POP3 är det vanligaste kommunikationsprotokollet för att hämta e-postmeddelanden från en server till ett e-postprogram, även om det mer och mer håller på att konkurreras ut av IMAP som är ett mer kapabelt protokoll. Kommunikationen sker via TCP på port 110.
POP3 kräver inloggning av användaren, något som ibland sker genom att användarnamn och lösenord skickas i klartext (protokollet stödjer dock krypterad påloggning), och tillåter därefter att meddelanden laddas ner för permanent lagring på den anslutande datorn, klienten. Nedladdade meddelanden brukar normalt tas bort av e-postprogrammet, men det går även att lämna kvar meddelanden så att de kan laddas ner fler gånger av andra program på andra datorer. Eftersom varje meddelande ges ett unikt nummer så kan ett e-postprogram hålla reda på vilka meddelanden som redan laddats hem. Det är inte möjligt att ladda upp meddelanden via POP3, och man kan inte ha flera brevlådor kopplade till samma konto.
Liksom de flesta andra liknande protokoll är POP3 text- och radbaserat. Nedanstående fiktiva POP3-konversation visar hur klienten loggar in, kontrollerar vilka meddelanden som finns, laddar hem meddelande nummer fem samt tar slutligen bort det nedladdade meddelandet och avslutar sessionen. Text i fetstil skickas av klienten.
```
+OK Hello there.

USER kalle

+OK Password required.

PASS hemligt

+OK logged in.

STAT

+OK 5 30303

UIDL

+OK
1 UID13882-1064155887
2 UID13883-1064155887
3 UID13884-1064155887
4 UID13885-1064155887
5 UID13886-1064155887

RETR 5

+OK 158 octets follow.
Return-Path: <nisse@example.com>
From: Petros <nisse@example.com>
To: Kalle <kalle@example.com>
Subject: I kväll

Hej!

När skulle vi träffas i kväll?

/Petros
.

DELE 5

+OK Deleted.

QUIT

+OK Bye-bye.
```